# 주글로
부다페스트 14구(헝가리어: Budapest XIV. kerülete), 주글로(헝가리어: Zugló)는 헝가리 부다페스트를 구성하는 23개의 구 중 하나다.